# استرینگتاون (شهرستان کلارک، ویرجینیا)
استرینگتاون (به انگلیسی: Stringtown) یک منطقهٔ مسکونی در ایالات متحده آمریکا است که در شهرستان کلارک، ویرجینیا واقع شده‌است.